# 完顔宗秀
完顔 宗秀（かんがん そうしゅう）は、金の皇族。字は実甫。女真名は廝里忽。

## 生涯
盈歌の子の烏野（完顔勗）の子として生まれた。契丹文字に通じ、経書や史書を渉猟し、騎射を得意とした。蒲魯虎（宗磐）・訛魯観（宗雋）の乱の鎮圧に参加して、定遠大将軍の号を受け、蒲魯虎の世襲猛安の地位を与えられた。
天会3年（1125年）、斡啜（宗弼）が北宋の都の開封を攻めて降伏させ、欽宗と太上皇の徽宗を捕らえると、宗秀は迪古乃とともに軍前に使者として赴いた。岳飛の率いる南宋軍が亳州と宿州の間にあったが、宗秀は3,000の兵を率いてその要衝を扼し、諸軍と共に南宋軍を迎撃して破った。凱旋すると、太原尹となった。婆速路統軍使に任じられたが、受けなかった。高麗が使者を派遣して現地の物産を献上してくると、宗秀はこれを退けた。入朝して刑部尚書となり、御史中丞に転じ、翰林学士に任じられた。天徳初年に承旨に転じ、宿国公に封じられた。平陽尹・昭義軍節度使を歴任し、広平郡王に封じられた。正隆2年（1157年）、在官のまま42歳で死去した。金紫光禄大夫の位を追贈された。

## 伝記資料
- 『金史』巻66 列伝第4